# Scotorepens orion
Scotorepens orion — вид ссавців родини лиликових. 

## Проживання, поведінка
Країни поширення: Австралія (Новий Південний Уельс, Вікторія). Відомий від рівня моря до 720 м у Вікторії принаймні. Харчується у високих вологих лісах, але також був захоплений в районах відкритого рідколісся. Спочиває в дуплах дерев і дахах. Самиці народжують одне дитинча.

## Загрози та охорона
Цей вид знаходиться під загрозою в частинах ареалу від втрат, пов'язаних з розвитком міст і лісозаготівлею, в тому числі селективним видаленням великих дерев. Вид був записаний у багатьох охоронних територіях.